# Ostrander (Washington)
Ostrander az Amerikai Egyesült Államok északnyugati részén, Washington állam Cowlitz megyéjében elhelyezkedő önkormányzat nélküli település.
Ostrander postahivatala 1894 és 1939 között működött. A település névadója Nathaniel Ostrander telepes.

## Fordítás
- Ez a szócikk részben vagy egészben  az   Ostrander, Washington című angol Wikipédia-szócikk ezen változatának fordításán alapul.  Az eredeti cikk szerkesztőit annak laptörténete sorolja fel. Ez a jelzés csupán a megfogalmazás eredetét és a szerzői jogokat jelzi, nem szolgál a cikkben szereplő információk forrásmegjelöléseként.